# 格拉斯贝格
格拉斯贝格是德国下萨克森州的一个市镇。总面积55.54平方公里，总人口7580人，其中男性3761人，女性3819人（2011年12月31日），人口密度136人/平方公里。